# ラウダシオン
ラウダシオン（欧字名:Lauda Sion、2017年2月2日 - ）は、日本の競走馬。主な勝ち鞍は2020年のNHKマイルカップ、2021年の京王杯スプリングカップ。
馬名の意味は、「グレゴリオ聖歌の続唱の一つ」。母名より連想。

## 戦績

### デビュー前
2017年2月2日、北海道白老町の社台コーポレーション白老ファームで誕生。一口馬主法人「シルクホースクラブ」より総額2500万円(一口5万円×500口)で募集された。ノーザンファーム空港牧場で育成された後、ノーザンファームしがらきで育成された。

### 2歳（2019年）
栗東の斉藤崇史厩舎に入厩。6月16日に阪神で行われた2歳新馬戦に福永祐一鞍上で出走し1着、デビュー勝ちを果たす。
2戦目は初の重賞挑戦となった小倉2歳ステークスに武豊鞍上、4番人気で出走したが、3着に敗れた。
続くもみじステークスにクリストフ・ルメール鞍上で出走し、1番人気に応えて勝利。しかし、その次に出走した朝日杯フューチュリティステークスは6番人気の8着となり、4戦2勝で当年を終えた。

### 3歳（2020年）
年明け初戦のクロッカスステークスは武豊が3戦振りに手綱を取り、3番人気となった。発走直前にゲート内で暴れるアクシデントがあったが、「奇跡的に」ゲートを出ると馬なりで逃げに持ち込み、直線でも脚色は衰えずそのままゴール、3歳初戦を勝利で飾った。
引き続き武豊鞍上でファルコンステークスに出走。1番人気の支持を受け、道中も好位でレースを進めたが、最後の直線で勝ち馬シャインガーネットに交わされ2着に惜敗した。
次走にはNHKマイルカップを選択し、鞍上にミルコ・デムーロを迎えた。前年の2歳女王で、桜花賞でも2着に入ったレシステンシアや、朝日杯フューチュリティステークスの2着馬で重賞2勝のタイセイビジョン、無敗で毎日杯を勝利したサトノインプレッサ、同じく無敗でニュージーランドトロフィーを勝利したルフトシュトロームらが人気の中心となり、自身にマイル実績が無いことも相まって、評価は18頭中の9番人気に留まった。しかし、レースでは好スタートから逃げるレシステンシアに競りかけるように2番手に位置し、直線では逃げ粘るレシステンシアを残り約150mで交わしてゴール。下馬評を覆す勝利でGI初制覇を成し遂げた。鞍上デムーロは前年のアドマイヤマーズに続くこのレース連覇、また父リアルインパクトに産駒初の重賞勝ち及びGI初制覇をもたらした。
秋は富士ステークスから始動し2着、マイルチャンピオンシップはサリオスに騎乗するデムーロに替わり武が手綱をとったが15着と大敗した。

### 4歳（2021年）
4歳初戦となったシルクロードステークスは小倉2歳ステークス以来の1200mに出走し、3着に入る。次走、高松宮記念は道中2番手で競馬をするも直線後退し、14着と大敗。前年のファルコンステークス以来となる1番人気で挑んだ京王杯スプリングカップは好スタートから2番手を確保し直線、ラスト1ハロン過ぎで先頭に立つと、後方から迫るトゥラヴェスーラを振り切り、1年ぶりの勝利で重賞2勝目を挙げた。しかし続く安田記念は直線不利もあったが離された最下位に終わった。秋に入り、セントウルステークスは好位追走も直線で伸びを欠いて13着、富士ステークスでも同様の競馬で8着と惨敗。暮れの阪神カップでは道中2番手追走も11着と大敗してこの年を終えることになった。

### 5歳（2022年）
5歳となり、サウジアラビアに遠征し2月26日の1351ターフスプリントではクリスチャン・デムーロとのコンビで挑み4着。ドバイへ転戦して3月26日のアルクォーツスプリントでは9着に終わる。帰国後、連覇がかかった京王杯スプリングカップに出走するもメイケイエールの5着に敗れた。その後、初のダート戦となった8月25日のサマーチャンピオンでは道中先行するも直線で力尽き12着と殿負けに終わった。10月22日の富士ステークス8着を挟み、12月24日の阪神カップでは道中後方追走から直線で懸命に追い込んで3着となり、5歳シーズンを終えた。

### 6歳（2023年） ～7歳（2024年）
休養を終えてサウジアラビアに遠征し2月25日の1351ターフスプリントでは9着。2度目のダート挑戦となった3月25日のゴドルフィンマイルでは11着と大敗した。5月11日、所有するシルクホースクラブの公式サイトにて、京王杯スプリングカップの出走を最後にオーストラリアへ移籍する方向であることを明かした。5月13日の京王杯スプリングカップでは道中2番手追走から早めに抜け出すも後続馬にかわされ7着であった。5月25日付けでJRAの競走馬登録を抹消され、オーストラリアへ移籍する。オーストラリア移籍初戦となった12月2日コーフィールド競馬場のリステッド競走・ダヴトンステークスにダミアン・レーンとのコンビで出走したが12着と殿負けに終わった。その後、レースに出走することなく2024年7月10日に現役を引退してオーストラリアヴィクトリア州のラーニュークスタッドで種牡馬入りすることが発表された。

## 競走成績
以下の内容は、netkeiba.com、JBISサーチ、サカブジョッキークラブ、Racing Post、エミレーツ競馬協会およびTotal Performance Dataの情報に基づく。
| 競走日     | 競馬場         | 競走名             | 格     | 距離（馬場）  | 頭 数 | 枠 番 | 馬 番 | オッズ （人気） | 着順 | タイム （上り3F） | 着差         | 騎手            | 斤量 [kg] | 1着馬（2着馬）         | 馬体重 [kg] |
| ---------- | -------------- | ------------------ | ------ | ------------- | ----- | ----- | ----- | --------------- | ---- | ----------------- | ------------ | --------------- | --------- | ---------------------- | ----------- |
| 2019.06.22 | 阪神           | 2歳新馬            |        | 芝1200m（良） | 8     | 7     | 7     | 001.50（1人）   | 01着 | R1:10.7（35.7）   | -0.2         | 0福永祐一       | 54        | （リインフォース）     | 488         |
| 0000.09.01 | 小倉           | 小倉2歳S           | GIII   | 芝1200m（良） | 14    | 3     | 3     | 008.50（4人）   | 03着 | R1:10.6（35.9）   | -0.1         | 0武豊           | 54        | マイネルグリット       | 488         |
| 0000.10.12 | 京都           | もみじS            | OP     | 芝1400m（不） | 11    | 8     | 10    | 002.60（1人）   | 01着 | R1:24.1（35.5）   | -0.2         | 0C.ルメール     | 55        | （ロータスランド）     | 490         |
| 0000.12.15 | 阪神           | 朝日杯FS           | GI     | 芝1600m（良） | 16    | 8     | 16    | 018.00（6人）   | 08着 | R1:34.0（36.1）   | -1.0         | 0C.ルメール     | 55        | サリオス               | 490         |
| 2020.02.01 | 東京           | クロッカスS        | L      | 芝1400m（良） | 10    | 8     | 9     | 005.50（3人）   | 01着 | R1:21.2（33.5）   | -0.3         | 0武豊           | 56        | （ハーモニーマゼラン） | 490         |
| 0000.03.14 | 中京           | ファルコンS        | GIII   | 芝1400m（重） | 18    | 5     | 10    | 002.70（1人）   | 02着 | R1:21.5（35.2）   | -0.2         | 0武豊           | 57        | シャインガーネット     | 494         |
| 0000.05.10 | 東京           | NHKマイルC         | GI     | 芝1600m（良） | 18    | 6     | 11    | 029.60（9人）   | 01着 | R1:32.5（34.4）   | -0.2         | 0M.デムーロ     | 57        | （レシステンシア）     | 494         |
| 0000.10.24 | 東京           | 富士S              | GII    | 芝1600m（良） | 12    | 8     | 11    | 006.20（3人）   | 02着 | R1:33.6（35.2）   | -0.2         | 0M.デムーロ     | 56        | ヴァンドギャルド       | 510         |
| 0000.11.22 | 阪神           | マイルCS           | GI     | 芝1600m（良） | 17    | 3     | 6     | 032.60（6人）   | 15着 | R1:33.2（34.6）   | -1.2         | 0武豊           | 56        | グランアレグリア       | 512         |
| 2021.01.31 | 中京           | シルクロードS      | GIII   | 芝1200m（良） | 18    | 6     | 12    | 004.70（2人）   | 03着 | R1:08.5（34.2）   | -0.2         | 0M.デムーロ     | 57        | シヴァージ             | 512         |
| 0000.03.28 | 中京           | 高松宮記念         | GI     | 芝1200m（重） | 18    | 5     | 10    | 007.10（5人）   | 14着 | R1:10.1（35.6）   | -0.9         | 0M.デムーロ     | 57        | ダノンスマッシュ       | 512         |
| 0000.05.15 | 東京           | 京王杯SC           | GII    | 芝1400m（良） | 17    | 5     | 10    | 004.10（1人）   | 01着 | R1:19.8（33.5）   | -0.0         | 0M.デムーロ     | 57        | （トゥラヴェスーラ）   | 514         |
| 0000.06.06 | 東京           | 安田記念           | GI     | 芝1600m（良） | 14    | 5     | 7     | 027.90（7人）   | 14着 | R1:34.5（36.3）   | -2.8         | 0M.デムーロ     | 58        | ダノンキングリー       | 516         |
| 0000.09.12 | 中京           | セントウルS        | GII    | 芝1200m（良） | 17    | 2     | 3     | 014.60（5人）   | 13着 | R1:08.2（34.3）   | -1.0         | 0M.デムーロ     | 57        | レシステンシア         | 518         |
| 0000.10.23 | 東京           | 富士S              | GII    | 芝1600m（良） | 17    | 4     | 8     | 012.00（6人）   | 08着 | R1:33.9（34.9）   | -0.7         | 0M.デムーロ     | 57        | ソングライン           | 514         |
| 0000.12.25 | 阪神           | 阪神C              | GII    | 芝1400m（良） | 18    | 2     | 4     | 019.50（7人）   | 11着 | R1:21.3（35.7）   | -1.0         | 0M.デムーロ     | 57        | グレナディアガーズ     | 522         |
| 2022.02.26 | KAA            | 1351ターフSP       | G3     | 芝1351m（GF） | 14    | 10    | 6     | 021.0（10人）   | 04着 | R1:18.68          | -0.68        | 0C.デムーロ     | 57        | Songline               | 計不        |
| 0000.03.26 | メイダン       | アルクオーツSP     | G1     | 芝1200m（Gd） | 16    | 7     | 9     | 029.00（8人）   | 09着 | R                 | （7馬身）    | 0C.デムーロ     | 57        | A Case Of You          | 計不        |
| 0000.05.14 | 東京           | 京王杯SC           | GII    | 芝1400m（良） | 12    | 7     | 10    | 013.80（7人）   | 05着 | R1:20.5（34.4）   | -0.3         | 0M.デムーロ     | 57        | メイケイエール         | 518         |
| 0000.08.25 | 佐賀           | サマーチャンピオン | JpnIII | ダ1400m（不） | 12    | 5     | 6     | 008.20（4人）   | 12着 | R1:30.1（41.4）   | -4.6         | 0M.デムーロ     | 58        | シャマル               | 518         |
| 0000.10.22 | 東京           | 富士S              | GII    | 芝1600m（良） | 15    | 6     | 12    | 043.5（10人）   | 08着 | R1:33.1（34.9）   | -1.1         | 0菅原明良       | 57        | セリフォス             | 516         |
| 0000.12.24 | 阪神           | 阪神C              | GII    | 芝1400m（良） | 18    | 2     | 3     | 044.9（11人）   | 03着 | R1:20.3（34.5）   | -0.1         | 0B.ムルザバエフ | 57        | ダイアトニック         | 526         |
| 2023.02.25 | KAA            | 1351ターフSP       | G3     | 芝1351m（GF） | 13    | 8     | 4     | 017.00（8人）   | 09着 | R1:18.41          | -0.92        | 0B.ムルザバエフ | 57        | Bathrat Leon           | 計不        |
| 0000.03.25 | メイダン       | ゴドルフィンM      | G2     | ダ1600m（Fs） | 14    | 5     | 9     | 034.0（11人）   | 11着 | R1:39.79（40.38） | -4.08        | 0B.ムルザバエフ | 57        | Isolate                | 計不        |
| 0000.05.13 | 東京           | 京王杯SC           | GII    | 芝1400m（良） | 18    | 7     | 14    | 018.60（9人）   | 07着 | R1:20.7（33.9）   | -0.4         | 0岩田康誠       | 58        | レッドモンレーヴ       | 522         |
| 0000.12.02 | コーフィールド | ダヴトンS          | L      | 芝1200m（So） | 12    | 6     | 1     | 009.50（4人）   | 12着 |                   | （14.7馬身） | 0D.レーン       | 60        | Ghaanati               | 計不        |

- 海外の競走の「枠番」欄にはゲート番を記載
- 海外のオッズ・人気はRacing Post、Racing Australiaのもの（日本式のオッズ表記とした）

## 血統表
| ラウダシオンの血統                    | ラウダシオンの血統                  | ラウダシオンの血統            | （血統表の出典）              | （血統表の出典） |
| 父系                                  | ヘイロー系                          | ヘイロー系                    | ヘイロー系                    | [ § 2 ]          |
| 父 リアルインパクト 2008 鹿毛 日本    | 父の父ディープインパクト 2002 鹿毛  | *サンデーサイレンス           | Halo                          | Halo             |
| 父 リアルインパクト 2008 鹿毛 日本    | 父の父ディープインパクト 2002 鹿毛  | *サンデーサイレンス           | Wishing Well                  |                  |
| 父 リアルインパクト 2008 鹿毛 日本    | 父の父ディープインパクト 2002 鹿毛  | *ウインドインハーヘア         | Alzao                         | Alzao            |
| 父 リアルインパクト 2008 鹿毛 日本    | 父の父ディープインパクト 2002 鹿毛  | *ウインドインハーヘア         | Burghclere                    |                  |
| 父 リアルインパクト 2008 鹿毛 日本    | 父の母*トキオリアリティー 1994 栗毛 | Meadowlake                    | Hold Your Peace               | Hold Your Peace  |
| 父 リアルインパクト 2008 鹿毛 日本    | 父の母*トキオリアリティー 1994 栗毛 | Meadowlake                    | Suspicious Native             |                  |
| 父 リアルインパクト 2008 鹿毛 日本    | 父の母*トキオリアリティー 1994 栗毛 | What a Reality                | In Reality                    | In Reality       |
| 父 リアルインパクト 2008 鹿毛 日本    | 父の母*トキオリアリティー 1994 栗毛 | What a Reality                | What Will Be                  |                  |
| 母 *アンティフォナ 2008 栗毛 アメリカ | 母の父Songandaprayer 1998 鹿毛      | Unbridled's Song              | Unbridled                     | Unbridled        |
| 母 *アンティフォナ 2008 栗毛 アメリカ | 母の父Songandaprayer 1998 鹿毛      | Unbridled's Song              | Trolley Song                  |                  |
| 母 *アンティフォナ 2008 栗毛 アメリカ | 母の父Songandaprayer 1998 鹿毛      | Alizea                        | Premiership                   | Premiership      |
| 母 *アンティフォナ 2008 栗毛 アメリカ | 母の父Songandaprayer 1998 鹿毛      | Alizea                        | Fancy Medallion               |                  |
| 母 *アンティフォナ 2008 栗毛 アメリカ | 母の母*スナッチド 2004 栗毛         | Cat Thief                     | Storm Cat                     | Storm Cat        |
| 母 *アンティフォナ 2008 栗毛 アメリカ | 母の母*スナッチド 2004 栗毛         | Cat Thief                     | Train Robbery                 |                  |
| 母 *アンティフォナ 2008 栗毛 アメリカ | 母の母*スナッチド 2004 栗毛         | Christmas Star                | Star de Naskra                | Star de Naskra   |
| 母 *アンティフォナ 2008 栗毛 アメリカ | 母の母*スナッチド 2004 栗毛         | Christmas Star                | Carols Christmas              |                  |
| 母系(F-No.)                           | アンティフォナ(USA)系(FN:8-d)       | アンティフォナ(USA)系(FN:8-d) | アンティフォナ(USA)系(FN:8-d) | [ § 3 ]          |
| 5代内の近親交配                       | アウトブリード                      | アウトブリード                | アウトブリード                | [ § 4 ]          |
| 出典                                  | 1. 2. 3. 4.                         | 1. 2. 3. 4.                   | 1. 2. 3. 4.                   | 1. 2. 3. 4.      |